# Fredrik Johnson
Fredrik Johnson (* 31. Mai 1963 in Linköping) ist ein ehemaliger schwedischer Squashspieler.

## Karriere
Fredrik Johnson war in den 1980er- und 1990er-Jahren als Squashspieler aktiv und erreichte im Juli 1990 mit Rang 19 seine höchste Platzierung in der Weltrangliste.
Mit der schwedischen Nationalmannschaft nahm er 1983, 1985, 1989, 1991, 1993, 1995 und 1997 an der Weltmeisterschaft teil. Bei Europameisterschaften wurde er mit der Nationalmannschaft 1983 gegen England Europameister. Zwischen 1982 und 1989 stand er mit Schweden sieben weitere Male im Finale, jeweils gegen England.
Von 1986 bis 1990 stand Johnson fünfmal in Folge im Hauptfeld der Einzelweltmeisterschaft. Ein Einzug in die zweite Runde gelang ihm dabei nie. Zwischen 1986 und 1993 wurde er sechsmal schwedischer Landesmeister. Insgesamt gewann er in Schweden über 50 nationale Titel, darunter auch bei den Junioren, den Senioren und auf Mannschaftsebene. Seit 2002 fungiert er als Turnierdirektor der Swedish Open.

## Erfolge
- Europameister mit der Mannschaft: 1983
- Schwedischer Meister: 6 Titel (1986, 1987, 1989–1991, 1993)